# Applicativi orizzontali
Gli applicativi orizzontali (horizontal market application, detto anche software orizzontale), sono dei software applicativi che risolvono una categoria generalizzata di problemi anziché un problema specifico.
Si tratta di software definiti anche generalizzati, pacchetizzati, "off the shelf" e si contrappongono agli applicativi verticali, che al contrario rispondono a specifiche esigenze di un determinato mercato.
Gli applicativi orizzontali aumentano la produttività del lavoratore ed evitano la creazione di software specializzati per eseguire compiti ripetitivi e relativamente semplici.